# Закон о побочных продуктах животноводства
Федеральный закон № 248-ФЗ «О побочных продуктах животноводства и о внесении изменений в отдельные законодательные акты Российской Федерации» принят Государственной думой 28 июня 2022 года, одобрен Советом Федерации 8 июля, подписан Президентом РФ 14 июля 2022 года. 1 марта 2023 года закон вступил в силу.
Авторы закона — сенаторы Российской Федерации Анатолий Артамонов, Алексей Майоров, Сергей Митин, Михаил Афанасов, Виктор Новожилов; депутаты Государственной думы — председатель Комитета по аграрным вопросам Владимир Кашин и заместитель председателя ГД Алексей Гордеев.

## Предмет Федерального закона № 248-ФЗ
Предметом данного закона является сохранение и повышение плодородия почв с помощью органических удобрений без нанесения вреда окружающей среде. Предпосылкой для разработки закона явилось то, что объёмы используемой органики недостаточны даже для простого воспроизводства плодородия. Ежегодный объём производимого навоза и помёта в целом по стране составляет 200 млн тонн (по другим данным — 300 млн тонн). Лишь 35 % от этой массы вносится в качестве удобрения на сельскохозяйственные поля. Оставшаяся часть скапливается в виде отходов в объёме 130 млн тонн в открытых хранилищах — лагунах, где они складируются на необорудованных земельных участках либо бесконтрольно выбрасываются в овраги и на поля. Задача данного закона — стимулировать развитие рынка органических удобрений, что может дать животноводам дополнительный источник доходов.
Согласно пункту первому статьи 2 Закона, побочные продукты животноводства (ППЖ) — это вещества, образуемые при содержании сельскохозяйственных животных, включая навоз, помёт, подстилку, стоки, которые после обработки и переработки используются в сельскохозяйственном производстве в качестве удобрения.
Обращение с навозом и помётом ранее регулировалось несколькими федеральными законами:
- «Об отходах производства и потребления» от 24 июня 1998 года, № 89-ФЗ
- «Об охране окружающей среды» от 10 января 2002 года, № 7-ФЗ
- «О безопасном обращении с пестицидами и агрохимикатами» от 19 июля 1997 года, № 109-ФЗ.

Указанные законы регламентировали работу с отходами животноводства, устанавливали контроль за их обращением и обязывали отходообразователей отчитываться перед Росприроднадзором. При этом каждый животновод получал лицензию на право осуществления деятельности по обращению с отходами в соответствии с их классом опасности (III—IV класс опасности). Порядок лицензирования осуществлялся Минприроды РФ в лице Росприроднадзора.
Ожидается, что новое регулирование обращения ППЖ увеличит объёмы внесения в почву органического вещества, что позволит предотвратить потерю гумуса и восстановить агрономически ценную структуру почвы. Новое регулирование выводит навоз и помёт из «опасных отходов», исключая для животноводческих хозяйств необходимость оформления лицензии и платы за негативное воздействие на окружающую среду (НВОС). В то же время Закон № 248-ФЗ и принятые на его основе нормативно-правовые акты возлагают на животноводческие хозяйства ряд условий по обеспечению экологической безопасности. В случае нарушения экологических требований предусматриваются штрафные санкции в соответствии с Кодексом об административных правонарушениях (КоАП РФ). Требования Федерального закона № 248-ФЗ не распространяются на случаи содержания животных в условиях круглогодичного или сезонного пастбищного содержания.
Закон № 248-ФЗ — это право, а не обязанность. Животноводческое хозяйство само вправе решать, работать ли ему по новому закону № 248-ФЗ или остаться в рамках существующего регулирования, оформляя лицензию на обращение с навозом и помётом, как с отходами животноводства, и внося плату за НВОС.
Действие закона касается юридических лиц, индивидуальных предпринимателей и крестьянских (фермерских) хозяйств без образования юридического лица. На ЛПХ данные нормы не распространяются, хотя они рекомендованы Россельхознадзором для подсобных хозяйств.
Закон № 248-ФЗ — это первый законодательный акт по регулированию отрасли органических удобрений в Российской Федерации и их воздействия на окружающую среду.

## Полномочия органов государственной власти
В случае принятия решения о признании отходов побочными продуктами животноводства, животноводческое хозяйство уведомляет территориальное управление Россельхознадзора по месту нахождения производственной площадки. Важно уведомить данный орган государственной власти: если уведомление не направлено, то хозяйство по прежнему остаётся под регулированием Росприроднадзора в рамках старого законодательства.
Порядок, сроки и формы направления уведомления об отнесении веществ к ППЖ утверждены приказом Министерства сельского хозяйства Российской Федерации от 7 октября 2022 № 671 «Об утверждении порядка, сроков и формы направления уведомления об отнесении веществ, образуемых при содержании сельскохозяйственных животных, к побочным продуктам животноводства».
В 2023 году срок отправки уведомления, согласно закону, был установлен до 1 мая. В последующем необходимо уведомлять Россельхознадзор не позднее 31 декабря каждого года. Приказом № 671 утверждена форма документа. Её можно отправить лично, посредством почтовой связи (с уведомлением о вручении) или в электронном формате на портал Госуслуг России.
Уведомление должно содержать сведения о(б):
- объёмах ППЖ;
- дате образования ППЖ;
- планируемых сроках использования в производстве;
- передачи ППЖ другим лицам и о результатах таких действий.

Необходимо направить корректирующее уведомление в случае, если произошли изменения, уточнения или выявились ошибки. Уведомление регистрируется в течение трёх рабочих дней с момента его поступления.
После уведомления Россельхознадзора животноводческому хозяйству необходимо утвердить технический регламент работы с новым Законом № 248-ФЗ, чтобы проводить оценку соответствия продукта на требования, установленные в технической документации. В нём могут быть прописаны условия внесения удобрений на собственный участок или на продажу другому сельхозпредприятию. Составление регламента отнесено к компетенции самого животноводческого хозяйства, однако, как показывает правоприменительная практика, есть риски разночтений со стороны контрольно-надзорных территориальных органов, поэтому рекомендуется согласовывать внутренний регламент с надзорными органами на предмет соответствия законодательству РФ.

## Хранение побочных продуктов животноводства
Места хранения ППЖ — это специализированные площадки (лагуны, навозохранилища, помётохранилища и т. д.), оборудованные в соответствии с Постановлением Правительства Российской Федерации от 31 октября 2022 года № 1940 «Об утверждении требований к обращению побочных продуктов животноводства».

Согласно Постановлению, площадки должны иметь монолитные бетонные или герметично сваренные плёночные покрытия либо глиняную подушку толщиной не менее 20 см в основании. При этом с боковых сторон площадка должна быть обеспечена бортиками и канавками для стока избыточной влаги. Их переполнение не допускается.
Специализированные площадки должны располагаться отдельно от мест содержания животных. Хранить ППЖ нужно отдельно от хозяйственно-бытовых, производственных и смешанных сточных вод. Спецплощадки должны быть расположены с подветренной стороны, исходя из преимущественного направления розы ветров, а также ниже водозаборных сооружений. Загрязнение окружающей среды, грунтовых вод и любых источников воды недопустимо.
Главное, чтобы эксплуатация такой площадки не приводила к загрязнению окружающей среды и попаданию загрязняющих веществ в водоносный горизонт. Технические требования к специальным площадкам, тем не менее, не установлены. Допускаются к использованию технические требования к оборудованию спецплощадки, установленные в строительных нормах и правилах.
Постановление Правительства № 1940 вступило в силу с 1 марта 2023 года и действует до 1 марта 2029 года.

## Обработка и переработка побочных продуктов животноводства
Обработка и переработка ППЖ — это их подготовка на специализированных площадках к использованию и реализации. Допустимы любые способы обработки и переработки ППЖ: накопление и выдерживание стоков или осветленных фракций, компостирование твердых фракций, переработка с применением химических или биологических препаратов и добавок. Способ переработки для себя определяет каждый владелец животных самостоятельно. Технологию и сроки переработки навоза (помёта) нужно отражать в техническом регламенте.
Фактически процесс переработки начинается сразу же после образования ППЖ и, в случае компостирования, длится около 5—6 месяцев. Современными методами компостирования можно ускорить этот процесс до 1,5—2 месяцев. Самое главное — переработчик должен подтвердить, что навоз (помёт) соответствует критериям ППЖ. Для этого необходимо проверить их до внесения в почву в аккредитованной лаборатории, которая выдаёт документы с результатами проб на показатели, утверждённые правительством России.
После обработки/переработки ППЖ не должны содержать патогенных и болезнетворных микроорганизмов и паразитов, а содержание токсичных элементов и пестицидов не должно превышать установленные нормативы. Нормативы содержания веществ в переработанном навозе (помёте) установлены в Приложении к Постановлению Правительства РФ от 31 октября 2022 года № 1940 «Об утверждении требований к обращению побочных продуктов животноводства».
| № | Показатель | Допустимая величина                             |
| - | --- | ----------------------------------------------- |
| 1 | Массовая концентрация примесей токсичных элементов: свинец кадмий ртуть мышьяк | мг/кг сухого вещества (не более) 130 2 2,1 10   |
| 2 | Массовая концентрация остаточных количеств пестицидов, в том числе отдельных их видов гамма-изомер гексахлорциклогексана (сумма изомеров) дихлордифенилтрихлорэтан и его метаболиты (суммарные количества) | мг/кг сухого вещества (не более) 0,1            |
| 3 | Наличие патогенных и болезнетворных микроорганизмов | клеток/г, в том числе сальмонелл Не допускается |
| 4 | Наличие жизнеспособных яиц и личинок гельминтов | экз./кг Не допускается                          |
| 5 | Цисты кишечных патогенных простейших | экз./100 г Не допускается                       |

## Транспортировка ППЖ
Транспортировка ППЖ осуществляется с целью хранения, обработки, перерабоки и внесения их в почву. Перемещать ППЖ можно на любом транспортном средстве, а также применять шланговые и оросительные системы для доставки продуктов в поля. Главное условие — не нарушать среду обитания человека, состояния почв, лесов и водных объектов.
На территории животноводческого хозяйства недопустимо пересечение дорог (проездов), используемых для перемещения необработанных, непереработанных ППЖ с дорогами (проездами), предназначенными для доставки сельхозпродукции, кормов, животных.

## Использование ППЖ
Использование ППЖ происходит только после стадии их обработки или переработки. Использование ППЖ должно улучшать агрономическую структуру почвы. Если использование ППЖ привело к истощению, деградации, порче, уничтожению земель и почв, то дальнейшее их использование запрещено.
ППЖ необходимо вносить в почву не менее, чем за 300 метров от границ жилых помещений (построек). Необходимо установить режим осадков и таяния снежного покрова для того, чтобы исключить смыв вносимых питательных веществ в подземные и поверхностные воды. Допустимо внесение обработанных или переработанных ППЖ в почву, если высота снежного покрова не превышает 20 см и риска смыва питательных веществ в водные объекты и водоносные горизонты не имеется. ППЖ вносят равномерно по площади всего с/х участка.

## Несоблюдение требований при обороте ППЖ
Распоряжением Правительства Российской Федерации от 31 октября 2022 года, № 3256-р «Об утверждении перечня нарушений требований к обращению побочных продуктов животноводства» утверждён перечень нарушений, когда ППЖ признаются отходами:
- хранение необработанных, непереработанных ППЖ вне спецплощадок;
- обработка, переработка ППЖ вне спецплощадок;
- использование ППЖ, не соответствующих нормативным требованиям по токсичным элементам, пестицидам, патогенным и болезнетворным микроорганизмам и паразитам;
- передача ППЖ лицам, не осуществляющим деятельность по производству сельскохозяйственной продукции;
- хранение, обработка, переработка ППЖ вместе с хозяйственно-бытовыми, производственными и смешанными сточными водами;
- попадание загрязняющих веществ в водоносный горизонт;
- транспортировка ППЖ по шланговым, оросительным системам с нарушением экологических требований по загрязнению среды обитания человека, окружающей среды и компонентов природной среды, в том числе почв, водных объектов, лесов[2][3].

Если по этим основаниям Росприроднадзор признал ППЖ отходом животноводства, собственник хозяйства обязан исчислить и внести плату за негативное воздействие на окружающую среду (НВОС). Кроме того, за нарушения при обращении с ППЖ грозит административная ответственность. С 3 мая 2024 года вступила в силу новая статья 10.8.1 Кодекса об административных правонарушениях (КоАП), предусматривающая ответственность изготовителей, перевозчиков и (или) собственников ППЖ за неправильное хранение, обработку и переработку, транспортировку и реализацию продуктов. Штраф составит:
- для юридических лиц — от 250 до 350 тысяч рублей;
- для индивидуальных предпринимателей — от 50 до 60 тысяч рублей;
- для должностных лиц — от 30 до 40 тысяч рублей.

За повторное нарушение штраф увеличится:
- для юрлиц — от 350 до 450 тысяч рублей;
- для предпринимателей — от 60 до 70 тысяч рублей;
- для должностных лиц — от 40 до 50 тысяч рублей.

Максимальные штрафы установлены для случаев, когда причинён вред здоровью людей или окружающей среде, возникла эпидемия или эпизоотия:
- от 500 до 600 тысяч рублей для юрлиц;
- от 80 до 90 тысяч рублей для индивидуальных предпринимателей;
- от 50 до 60 тысяч рублей для должностных лиц.

Во всех трёх случаях для юрлиц и ИП возможно альтернативное наказание в виде приостановления деятельности на срок до 90 суток.
Кроме того, вносится дополнение в статью 8.6 КоАП — «Порча земель», согласно которой устанавливается наказание за уничтожение плодородного слоя почвы и порчу земель в результате нарушения правил обращения с ППЖ. Максимальный штраф для юридических лиц по этой статье составляет до 80 тысяч рублей. Также в качестве альтернативы предусмотрено приостановление деятельности на срок до 90 суток.

## Критика закона
Исключение навоза и помёта из-под природоохранного и санитарно-эпидемиологического регулирования и контроля приведёт, по мнению экологического комитета Общественной палаты РФ, к биогенному загрязнению окружаюшей среды и ухудшит экологическую ситуацию в стране. Отходы животноводства действительно необходимо превращать в ППЖ, но это невозможно сделать без специальной обработки навоза (помёта) и его безопасного складирования. Данный процесс требует жесткого контроля и детальной регламентации. Принятая же редакция закона не обеспечивает должного контроля за обращением ППЖ, что может привести к системному заражению окружающей среды. Соответствующее заключение было отправлено авторам законопроекта во время рассмотрения его в Государственной думе.
Лоббисты принятия закона были заинтересованы в том, чтобы полномочия Росприроднадзора перешли к Россельхознадзору с его менее строгим регулированием. Экологи говорят о реальной потенциальной угрозе микробного обсеменения. После внесения навоза в почву большое количество удобрений может стекать в ближайшие водоёмы и грунтовые воды. Азот и фосфор способствуют цветению водоёмов. При гниении водорослей от недостатка кислорода выделяется сероводород, что делает водоём полностью непригодным для жизни. Аммиак при попадании в водоёмы также способен убить рыбу. Концентрация 2 мг/л этого газа является для них смертельным. Кроме того, высокий уровень нитратов может вызвать отравление у с/х животных. Антибиотики, попадая в почву с навозом (помётом), способны изменить микробную активность в ней. В то время как количество с/х животных выросло в 4 раза за последние полвека, нагрузка на окружающую среду от отходов животноводства возросла экспоненциально. Увеличение эпизоотической нагрузки должно приводить к ужесточению контроля за отходами животноводства, а не к либерализации подходов к ППЖ, как это наблюдается в данный момент.